# Noscapine
Noscapine of narcotine is een opiumalkaloïde die, evenals morfine, uit de slaapbol of bolpapaver wordt gewonnen. Vanwege de sterk (prikkel)hoestdempende werking wordt het als zodanig toegepast. In Nederland is dit geneesmiddel in twee toedieningsvormen op de markt: als drank en als dragee.
De belangrijkste bijwerkingen zijn duizeligheid, slaperigheid en misselijkheid. Het komt zelden voor dat mensen overgevoelig zijn voor noscapine, als het voorkomt ontstaan onder andere huiduitslag en buikpijn.
In Nederland is dit geneesmiddel zonder recept te verkrijgen.

## Mogelijke bijwerkingen
- ataxie
- hallucinaties (auditief en visueel)
- vermindering van libido
- benigne prostaathypertrofie
- anorexie (vermindering van eetlust)
- pupilverwijding
- tachycardie
- tremors en onwillekeurige spiersamentrekkingen
- pijn op de borst
- verhoogde alertheid
- slapeloosheid
- verlies van stereoscopisch zicht (diepte)

Deze bijwerkingen zijn van tijdelijke aard.
Noscapine mag niet worden gebruikt in combinatie met monoamine-oxidaseremmers vanwege onbekende wisselwerkingen met mogelijk dodelijk afloop.
Noscapine mag ook niet worden gebruikt in combinatie met warfarine (noscapine versterkt de antistollende werking).